# Roger Pascal
Pour les articles homonymes, voir Pascal.
Roger Pascal, dit Béchique, né le 30 août 1932 à Nîmes, est un raseteur français, vainqueur de la Cocarde d'or. Il fait partie du carré d'As, mythique groupe de raseteurs formé de Francis San Juan, François Canto et André Soler.

## Famille
Son épouse Jacqueline disparaît en 2024.

## Biographie
Ayant grandi à Gallician, il commence à raseter en 1953, après sa rencontre avec Jean Cabanis. Il lève son premier attribut au cocardier Sangar de la manade Laurent, pour 20.000 francs. Son premier tourneur est Julien Rey. Léopold Dupont, d'Aimargues, lui succédera.
Il a été récompensé en 2007 par l'Union des clubs taurins Paul Ricard. Il a présidé le Club des Anciens Razeteurs de 2006 à 2019,, après l'avoir cofondé en 1977. Le trophée Roger Pascal à Beauvoisin, anciennement souvenir Roger Pascal, porte son nom.

## Technique
Il est un raseteur gaucher.

## Palmarès
- Palme d'or : 1957
- Cocarde Paul Ricard et trophée du Provençal : 1954, 1955, 1956, 1958, 1959
- Trophée Guiraud : 1957, 1958
- Trophée des As : 1959
- Cocarde d'or : 1963
- Vainqueur à deux reprises du Trophée des maraîchers
- Vainqueur à deux reprises des Rasets d'or
- Vainqueur à quatre reprises des Glands d'or du Midi libre

## Filmographie
- André Soler et le carré d'As[8]

D ou viens tu Johnny